# Luk Hemings
Luk Robert Hemings (енгл. Luke Robert Hemmings; Sidnej, 16. jul 1996) је australijski pevač. Luk je rođen 16. jula 1996. godine i najmlađi je član grupe 5 Seconds of Summer. Od rođenja je živeo sa svojim roditeljima Liz i Endruom i sa svojom braćom Benom i Džekom.

## Muzički uticaj i početak karijere
Luk je bio zainteresovan za muziku od ranog detinjstva: preko radija i kolekcije diskova njegovih roditelja, Luk je brzo zavoleo muziku sa kraja devedesetih i početka dvehiljaditih kao što su Good Charlotte (EP "Lifestyle od The Rich and Famous") ili Blink-182 (EP "What's My Age Again?").
Kada je upoznao Kaluma i Majkla, dvojicu prijatelja koji su imali istu strast prema muzici kao i on, ubrzo je osnovao bend sa Majklom na gitari, Lukom kao pevačem i Kalumom na gitari.
Luk je u februaru 2011. godine počeo da postavlja video snimke na Jutjub. Prvi video bila je njegova obrada pesme "Please Don't Go" koju u originalu peva Majk Posner, a prvo ime njegovog youtube kanala je "hemmo1996". Zatim je 5 Seconds of Summer objavio obrade pesama od Blink-182 i Good Charlotte kao i obrade raznih pesama među kojima je bila i "Rolling in The Deep" od Adel. Nekoliko meseci kasnije 5 Seconds of Summer je prihvatio Eštona kao bubnjara i grupa je konačno bila potpuna. Ali popularnost koju su uživali Blink-182 i Good Charlotte se na početku nije prenela na 5SOS i njihov prvi uspeh se suočavao sa kritikama jer su ih ljudi često upoređivali sa One Direction. Grupa 5SOS se uporno držala svog muzičkog pravca i prošla je kroz mnogo uspona i padova koji su sastavni deo izgradnje muzičke karijere. Ukupno grupa je komponovala više od 100 pesama, među kojima je Lukova omiljena pesma "End Up Here".

## Spoljašnje veze
- Zvanični nalog na Tviteru
- Zvanični Jutjub kanal benda 5SOS
- Znavični Tviter nalog benda 5SOS
- Znanični sajt benda 5SOS